# Institut d'Estadística de Turquia
L'Institut d'Estadística de Turquia (en turc Türkiye İstatistik Kurumu o TÜİK, conegut normalment com a TurkStat) és l'agència governamental turca encarregada d'elaborar les estadístiques oficials de Turquia, la seva població, recursos, economia, societat i cultura. Va ser fundat el 1926 com a Merkezi İstatistik Dairesi i té la seu a Ankara. El 2005 va prendre la seva denominació actual. El seu director des del 2020 és Ömer Demir.